# Gymnopternus floridensis
Gymnopternus floridensis är en tvåvingeart som beskrevs av Robinson 1964. Gymnopternus floridensis ingår i släktet Gymnopternus och familjen styltflugor.
Artens utbredningsområde är Florida. Inga underarter finns listade i Catalogue of Life.